# Che cazzo ridi
Che cazzo ridi è un singolo del rapper italiano Fedez, pubblicato il 4 gennaio 2019 come secondo estratto dal quinto album in studio di Fedez Paranoia Airlines.

## Descrizione
Il brano ha visto la collaborazione del rapper italiano Tedua e del rapper statunitense Trippie Redd ed è caratterizzato da un campionamento del singolo Adam's Song del gruppo musicale statunitense Blink-182, composto nel 1999.

## Tracce
Testi e musiche di Federico Leonardo Lucia, Michele "Canova Iorfida, Daniele Lazzarin, Travis Barker, Tom Delonge e Mark Hoppus.
1. Che cazzo ridi (feat. Tedua & Trippie Redd) – 3:36

## Formazione
- Fedez – voce
- Tedua – voce aggiuntiva
- Trippie Redd – voce aggiuntiva
- Michele "Canova" Iorfida – produzione, realizzazione, registrazione, missaggio
- Antonio Baglio – mastering
- Marco Peraldo – montaggio, ingegneria del suono
- Michael Gario – montaggio, ingegneria del suono

## Classifiche
| Classifica (2019) | Posizione massima |
| ----------------- | ----------------- |
| Italia            | 2                 |